# Osmar Aparecido de Azevedo
Osmar Aparecido de Azevedo (* 27. März 1980 in Marília) ist ein ehemaliger brasilianischer Fußballspieler.

## Karriere
Osmar begann seine Karriere 2000 bei Rio Branco EC. 2001 wechselte er zum Zweitligisten União São João EC. Am Ende der Série B 2003 stieg der Verein in die dritte Liga ab. 2004 wechselte er zum Zweitligisten EC Santo André und gewann er den Copa do Brasil. Sommer 2004 wechselte er zum Erstligisten SE Palmeiras. Danach spielte er bei Grêmio FBPA, Fortaleza EC und EC Vitória. Von 2010 bis 2012 spielte er bei União São João EC, Guaratinguetá und Marília AC.